# Sowkino
Sowkino – Państwowy Zarząd Kin. Centralna instytucja w ZSRR zajmująca się regulacją i koordynacją działań wszystkich prywatnych i regionalnych przedsiębiorstw przemysłu fotograficznego i kinematograficznego oraz realizacją i dystrybucją filmów o oczekiwanej przez władze sowieckie wymowie ideologicznej. W roku 1919 Lenin podpisał dekret, na mocy którego przemysł fotograficzny i kinematograficzny przeszedł w ręce Komisariatu Ludowego ds. Oświaty. Powstało "Towarzystwo Przyjaciół Sowieckiego Kina", założone przez Feliksa Dzierżyńskiego, szefa sowieckich organów bezpieczeństwa.
Sowkino zaczęło efektywnie funkcjonować dopiero w połowie lat 20. Rozbudowa przemysłu kinematograficznego przewidywała przeprowadzenie "kinofikacji", czyli otwarcia tysięcy kin nawet w najodleglejszych obszarach Związku Radzieckiego. Jednak nieustanna niemożność i niechęć rządu do subsydiowania przemysłu filmowego cały czas powodowała problemy – objawiały się one albo w słabości samego przemysłu, albo też w jego przesadnej zależności od układu importowo-eksportowego z zagranicznymi przedsiębiorstwami kapitalistycznymi. Większość filmów powstałych w tym czasie opiewa bohaterskie czyny z okresu rewolucji październikowej i II wojny światowej oraz zalety realnego socjalizmu. Pod egidą Sowkina powstały jednak także dzieła wybitne, które przeszły do historii kina światowego.

## Najsłynniejsze produkcje Sowkina
- 1923 – Czerwone diablęta (reż. Iwan Perestiani)
- 1924 – Aelita (reż. Jakow Protazanow)
- 1924 – Niezwykłe przygody Mister Westa w krainie bolszewików (reż. Lew Kuleszow)
- 1925 – Strajk (reż. Siergiej Eisenstein)
- 1926 – Pancernik Potiomkin (reż. Siergiej Eisenstein)
- 1926 – Matka (reż. Wsiewołod Pudowkin)
- 1927 – Październik (reż. Siergiej Eisenstein)
- 1930 – Ziemia (reż. Ołeksandr Dowżenko)
- 1934 – Świat się śmieje (reż. Grigorij Aleksandrow)
- 1934 – Czapajew (reż. Siergiej i Georgij Wasiliewowie)
- 1938 – Aleksander Newski (reż. Siergiej Eisenstein)
- 1938 – Wielki obywatel (reż. Fridrich Ermler)
- 1943 – Dwaj żołnierze (reż. Leonid Łukow)
- 1945 – Iwan Groźny (reż. Siergiej Eisenstein)